# Jan Antonín Otto Minquitz z Minquitzburgu
Jan Antonín Otto svobodný pán Minquitz z Minquitzburgu (8. června 1734, Hustopeče nad Bečvou – 12. února 1812, Olomouc) byl český římskokatolický kněz, kanovník a prelát olomoucké kapituly a v roce 1778 rektor C. k. univerzity v Olomouci.
Olomouckým kanovníkem se stal roku 1748, studoval na jezuitské univerzitě v Olomouci a v letech 1752–1756 na římském Germanicu, kde získal i doktorát teologie. Roku 1757 byl vysvěcen na kněze, pak působil ve farní správě (Mohelnice). Měl vůdčí slovo v jednání o rozdělení olomoucké diecéze, po němž byl zvolen děkanem olomoucké kapituly a generálním vikářem diecéze.